# 第1次マルーン戦争
第1次マルーン戦争は、ジャマイカで1731年から1739年まで8年間の間断続的に続いた、英国軍に対するマルーンの反逆である。ふたつの主要なマルーンの集団は、クジョーに率いられたトレロー・ニータウン・マルーンと、グラニー・ナニー、後にクアオによって率いられたウィンドワード・マルーンである。

## 前史
反逆は8年間の間断続的に続いたが、それは事実上、1655年に始まり84年間も続いたものであった。有名なマルーンの反逆者はグラニー・ナニーである。彼女はジャマイカの国民的英雄（ナショナル・ヒーロー）の中の唯一の女性で、18世紀のジャマイカのマルーンの指導者であった。ジャマイカの共同体は、歌と伝説で彼女を不滅にした。彼女の活躍は第一次マルーン戦争で特に重要だった。グラニ・ナニーは、奴隷を解放する計画を練ることにとても手際がよかった。しかし、奴隷を解放することは、イギリス人を非常に動揺させた。1728年から1734年の間、 ナニータウンはイギリス軍に度々攻撃されたが、掃討に出動し得る人間は3000人で、白人の富裕層はジャマイカへ骨をうずめる気がないためモチベーションと連帯に欠け、一度も損害を与えることが出来なかった。これは、マルーンは高い降雨量のエリアでの戦闘と、茂みや木に変装することに非常に熟練していたために達成された。マルーンは、イギリス軍をだまし討ちするために囮も利用した。
マルーンのオーラルヒストリーによれば、彼女はオービア(Obeah)と呼ばれる呪術を修めており、よくそれを使っていたという。

## 条約
1739年ら1740年、ジャマイカの英国総領事は、彼らマルーンの戦士を打ち負かすことができなかったので、彼らと協定を結ぶことにした。マルーンたちは主な５つの町（アコンポン、トレローニー・タウン、ムーア・タウン、スコッツ・ホール、ナニー・タウン）に残り、彼らの立てた酋長と英国監督の元で生活していた。交換条件として、マルーンは新しい逃亡奴隷を取り入れないようにし、その代わり、英国側が逃亡奴隷を捕らえるのを手伝うことだった。当然ながらこの条件は、マルーン達と残りの黒人奴隷（en:Coromantee）の間に亀裂を生じさせ分断するためのものである。それでもなお、プランテーションからの逃亡奴隷は、時々マルーンの居住区に逃げ込んでいたのだ。
この英国との妥協の責任者は、マルーンの指導者、クジョー（1680年 – 1744年）であった。クジョーは、人々の独立を維持するために、巧みにそして勇敢に英国と何年も戦った小柄な男である。しかし、クジョーが年をとるにつれて、ますます幻滅することになった。クジョーは、彼の部下と他のマルーンたちとの諍いを目にした。彼は、未来への望みは、敵との名誉ある講和しかないと感じ、英国も同様に考えていた。1739年の条約は、このようにして成立した。
1年後、反逆者であるトレローニー・タウン・マルーンたちは、決して幸福ではなかったが、条約の調印に同意した。しかし、条約への不満は残った。

## 影響
後に、黒人奴隷（en:Coromantee）が蜂起したen:Tacky's War（1760年）や、マルーンが黒人奴隷（en:Coromantee）に殺害されたこときっかけにして起こった第2次マルーン戦争（1795年 - 1796年）へと通じる。